# Expedição Rio
Expedição Rio é um programa de variedades brasileiro sobre a cultura típica do estado do Rio de Janeiro, produzido e exibido pela TV Globo Rio de Janeiro desde 20 de novembro de 2021.

## Produção
O programa apresenta reportagens sobre as deslumbrantes belezas naturais e a rica diversidade cultural do Rio de Janeiro, abrangendo não apenas a capital, mas também a Região Metropolitana e o interior do estado, mostrando pontos pouco conhecidos da população fluminense. A primeira temporada do programa foi exibida entre 20 de novembro e 18 de dezembro de 2021, sendo apresentada pelos repórteres Pedro Bassan e Daniella Dias em cinco episódios. Entre os destinos visitados estão o Quilombo da Marambaia, na Baía de Sepetiba, a Trilha Transcarioca, e o "Pantanal Fluminense", localizado às margens da Baía de Guanabara.
Tendo como foco as ilhas do Rio, a segunda temporada foi exibida em três episódios, nos dias 25 de junho, 2 e 9 de julho de 2022, após o Jornal Hoje. Alexandre Henderson substituiu Pedro Bassan na apresentação. A terceira temporada foi exibida em seis episódios, entre 17 de junho e 22 de julho de 2023. Entre os destinos visitados estão o Parque Nacional do Itatiaia, com ênfase na nascente do rio Campo Belo, e a navegação pelo rio Macaé, explorando localidades como Lumiar, São Pedro da Serra e Macaé de Cima.
A quarta temporada foi exibida entre 18 de junho e 20 de julho de 2024, após a edição especial da novela Cheias de Charme. Em novidade do formato, os locais visitados pela equipe do programa ao longo dos seis episódios foram sugeridos pelos telespectadores. A quinta temporada do Expedição Rio estreou em 26 de abril de 2025, data em que a TV Globo completou 60 anos. Em cinco episódios, o programa visita lugares do Rio que viraram cenário de novelas que marcaram a teledramaturgia brasileira.

## Exibição
O programa é exibido aos sábados, às 14h40, para o estado do Rio de Janeiro (Globo Rio, TV Rio Sul e Rede InterTV) e as regiões cobertas pela TV Integração Juiz de Fora (Zona da Mata Mineira e Campos das Vertentes, áreas de Minas Gerais que possuem forte ligação sociocultural com o Rio de Janeiro). Durante o período de exibição do programa, a Sessão de Sábado é suspensa.
A TV Globo Internacional exibe o programa aos sábados, às 12h10.

### Outras mídias
O Expedição Rio está disponível na íntegra no Globoplay.

## Apresentadores
Atuais
- Daniella Dias (2021–presente)
- Alexandre Henderson (2022–presente)

Antigos
- Pedro Bassan (2021)